# Пусси-ла-Кампань
Пусси́-ла-Кампа́нь (фр. Poussy-la-Campagne) — коммуна во Франции, находится в регионе Нижняя Нормандия. Департамент коммуны — Кальвадос. Входит в состав кантона Бургебюс. Округ коммуны — Кан.
Код INSEE коммуны — 14517.

## Население
Население коммуны на 2010 год составляло 94 человека.
| 1962 | 1968 | 1975 | 1982 | 1990 | 1999 | 2010 |
| ---- | ---- | ---- | ---- | ---- | ---- | ---- |
| 82   | 86   | 83   | 94   | 90   | 92   | 94   |

## Экономика
В 2010 году среди 57 человек трудоспособного возраста (15—64 лет) 45 были экономически активными, 12 — неактивными (показатель активности — 78,9 %, в 1999 году было 75,8 %). Из 45 активных жителей работали 41 человек (24 мужчины и 17 женщин), безработных было 4 (3 мужчин и 1 женщина). Среди 12 неактивных 4 человека были учениками или студентами, 6 — пенсионерами, 2 были неактивными по другим причинам.